# Euryopis quinquemaculata
Euryopis quinquemaculata är en spindelart som beskrevs av Banks 1900. Euryopis quinquemaculata ingår i släktet Euryopis och familjen klotspindlar. Inga underarter finns listade i Catalogue of Life.